# Euproctis alberici
Euproctis alberici is een vlinder uit de familie spinneruilen (Erebidae), onderfamilie donsvlinders (Lymantriinae). De wetenschappelijke naam van deze soort is voor het eerst geldig gepubliceerd in 1942 door Dufrane.
De soort komt voor in tropisch Afrika.